# Andrés Guglielminpietro
Andrés Guglielminpietro, född 10 april 1974, är en före detta fotbollsspelare från Argentina. 
Andrés Guglielminpietro spelade under några säsonger i slutet av 1990-talet och början av 2000-talet för AC Milan och FC Inter. 1999 fick han vara med och vinna Serie A med AC Milan. Han har även representerat Bologna i Italien. 1999 fanns han med i Argentinas trupp i Copa América.